# Aplocheilichthys myaposae
Aplocheilichthys myaposae, es una especie de pez actinopeterigio de agua dulce, de la familia de los poecílidos.
Peces de pequeño tamaño y, aunque se ha descrito una captura con longitud de 5'5 cm, la longitud máxima parece ser de 3 cm. Se comercializan para acuariofilia, pero son muy difíciles de mantener en acuario. Se ha considerado esta especie de utilidad pues es un potencial agente de control de plagas de mosquitos.

## Distribución y hábitat
Se distribuye por ríos de la vertiente atlántica de África, en cuencas fluviales de Natal y Transvaal en el noreste de Sudáfrica, en los pantanos de Okavango en el noroeste de Botsuana y en los drenajes de Cuianza y Ciulo en el sur y centro de Angola. Habita en áreas de vegetación costera de lagos y arroyos bien vegetados, donde se alimenta de insectos acuáticos, como larvas de mosquitos y algas, siendo un desovador en serie que pone huevos en la vegetación.